# Ingá Alumínios
Ingá Alumínios Ltda. es una empresa industrial brasileña del sector metalúrgico, dedicada a la fabricación y producción de utensilios de aluminio para cocina. Se encuentra ubicada en la ciudad de Maringá, en el estado de Paraná en Brasil, en sede propia con un área de 3400 m² en el sector industrial de la ciudad. 

## Historia
Fue fundada en el año 2000. En el año 2010 obtuvo la certificación de calidad según los requisitos de ISO 9001:2008. En diciembre de ese mismo año, la empresa cumplió oficialmente con los requisitos establecidos por la Norma Brasileña ABNT NBR 14876 de 2009 y la norma ABNT NBR 14630 de 2008.
Opera en el mercado brasileño, y comenzó a incursionar en mercados extranjeros. En el 2012 cuenta con representantes en diversos estados de Brasil como Mato Grosso do Sul, Mato Grosso, Minas Gerais, Paraná, Santa Catarina y São Paulo.

## Producción
En el año 2012 cuenta con una capacidad instalada mensual de 100 000 productos, que representan el 70 % de su capacidad total, dejando el 30 % restante para mantenimiento, reparación de maquinaria y mejoramiento de las instalaciones. 
Entre sus productos más comercializados se encuentran ollas, sartenes para freír, cacerolas, moldes para hornear, cafeteras, teteras, cucharones, espumaderas y otros utensilios de cocina para los hogares.